# Jakin (Georgia)
Jakin es un pueblo ubicado en el condado de Early en el estado estadounidense de Georgia. En el censo de 2000, su población era de 157.

## Demografía
En el 2000 la renta per cápita promedia del hogar era de $18,750, y el ingreso promedio para una familia era de 40,500. El ingreso per cápita para la localidad era de $18,863. Los hombres tenían un ingreso per cápita de $33,438 contra $14,375 para las mujeres.

## Geografía
Jakin se encuentra ubicado en las coordenadas 31°5′26″N 84°58′59″O / 31.09056, -84.98306 (31.090574, -84.983179).
Según la Oficina del Censo, la localidad tiene un área total de 3,2 km² (1,2 mi²), de la cual 3,2 km² (1,2 mi²) es tierra y 0 km² (0 mi²) (0.00%) es agua.